# Wolfgang Schikowski
Wolfgang Schikowski (* 25. Mai 1938 in Weimar; † 5. August 2022 in Bonn) war ein Brigadegeneral des Heeres der Bundeswehr.

## Leben
Schikowski studierte Volkswirtschaftslehre in Hamburg, Saarbrücken und an der Freien Universität Berlin mit dem Abschluss Diplom-Volkswirt. Im April 1963 trat er beim Versorgungsbataillon 166 in Flensburg in die Bundeswehr ein, wurde zum Offizier ausgebildet und im April 1965 zum Leutnant ernannt. Zunächst weiter im Versorgungsbataillon 166 eingesetzt, wechselte er als Dozent an die Akademie des Heeres für Maschinenwesen nach Darmstadt und wurde danach Gruppenleiter im Versorgungskommando 800 in Lingen/Ems. Anschließend war er Kompaniechef im Transportbataillon Sonderwaffen 81 in der Hümmling-Kaserne in Werlte und war für die äußere Sicherung der Kernwaffen im Sondermunitionslager Lahn verantwortlich, die im Rahmen der nuklearen Teilhabe dort gelagert waren; die 552nd U.S. Army Artillery Group in der Mühlenberg-Kaserne in Sögel war für die innere Sicherung zuständig. Am 6. Februar 1970 promovierte er mit einer Dissertation mit dem Titel Über Kampfmodelle, insbesondere über Abnutzungsmodelle auf der Basis von Lanchester-Gleichungen an der Universität des Saarlandes zum Dr. rer. pol.
Von 1972 bis 1974 absolvierte Schikowski den 15. Generalstabslehrgang Heer an der Führungsakademie der Bundeswehr in Hamburg, wo er zum Offizier im Generalstabsdienst ausgebildet wurde. Anschließend wurde er Referent (nach damaligen Sprachgebrauch Hilfsreferent) im Bundesministerium der Verteidigung, wo er im Referat VII 1 im Führungsstab des Heeres und im Büro der Rüstungs-Staatsekretäre Siegfried Mann und Karl Schnell eingesetzt war. Vom 28. Juli 1977 bis 5. November 1979 war er Bataillonskommandeur des Nachschubbataillons Sonderwaffen 320 in Herborn, dessen Auftrag der Transport von Kernwaffen im Rahmen der Nuklearen Teilhabe war. Es folgte von 1979 bis 1982 eine Verwendung als Generalstabsoffizier für Planung, Ausbildung und Organisation (G 3) der 7. Panzerdivision in Unna, bevor er am Lehrgang am NATO Defense College in Rom teilnahm. Anschließend war er von 1983 bis 1986 Heeresbetriebswirt im Materialamt des Heeres in Bad Neuenahr, wo er 1983 zum Oberst befördert wurde. Von 1986 bis 1994 war er langjähriger Referatsleiter VI 6 im Führungsstab der Streitkräfte im Bundesministerium der Verteidigung, unterbrochen von einer Verwendung als Generalstabsoffizier für Logistik (G 4) im Bundeswehrkommando Ost in Strausberg in den Jahren 1990 und 1991. 
Schikowski war in seiner letzten Verwendung ab Juni 1994 Sonderbeauftragter für Aufwandbegrenzung und Rationalisierung im Bundesministerium der Verteidigung, wo er im Oktober 1994 die Ernennung zum Brigadegeneral erfolgte. Mit Ablauf des September 1998 wurde er in den Ruhestand versetzt.
Schikowski war evangelisch, verheiratet mit Claire-Marie, geb. Deschamps, und hatte eine Tochter (Catherine) und einen Sohn (Frederik). Er verstarb 2022; seine Urne wurde im Familiengrab in Frankreich beigesetzt.

## Auszeichnungen
- Verdienstorden der Bundesrepublik Deutschland